# Ferrari 333SP

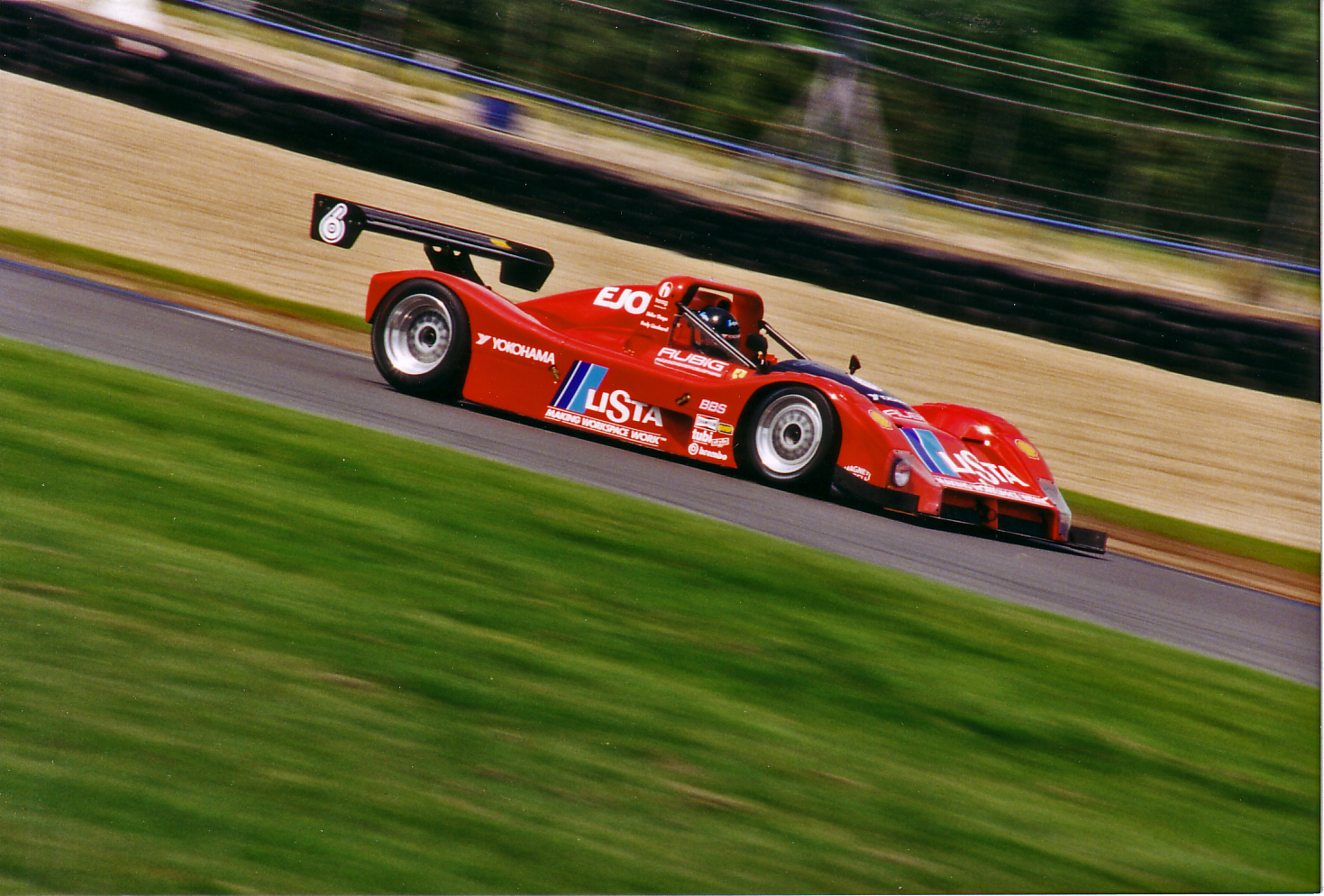
Ein Ferrari 333SP beim 2-Stunden-Rennen von Donington 1997, ein Rennen das im Rahmen der FIA-Sportwagen-Meisterschaft 1997 ausgefahren wurde. Am Steuer der Belgier Didier Theys, der sich das Steuer mit dem Schweizer Fredy Lienhard teilte und das Rennen als Gesamtzweiter beendete

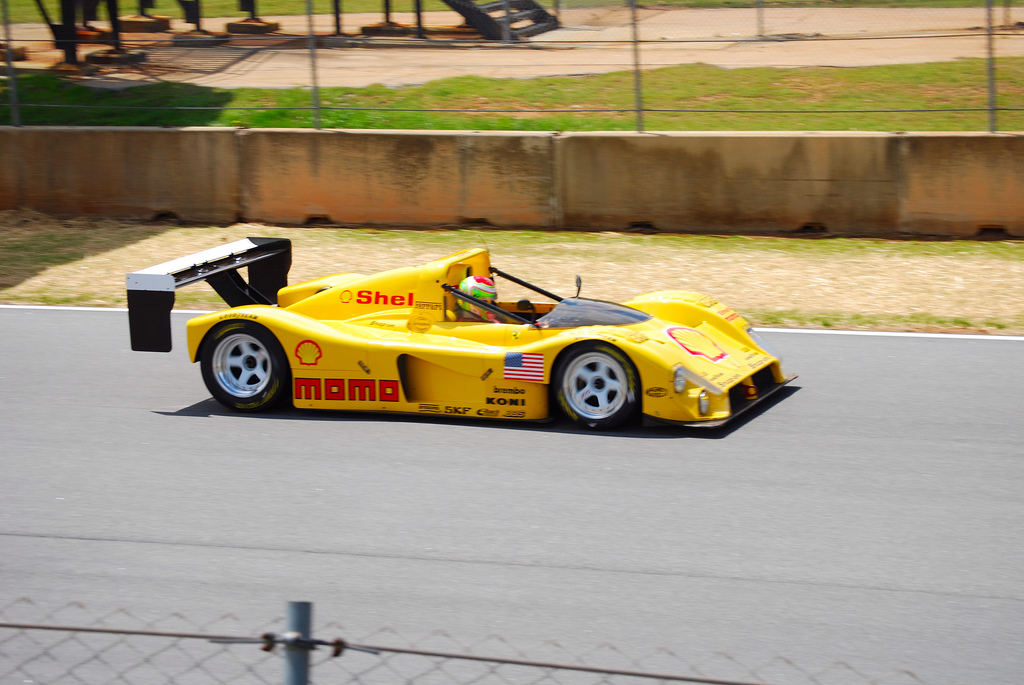
Der ehemalige Momo-333SP bei einer Demonstrationsrunde in Road Atlanta 2009

Der Ferrari 333SP war ein Sportwagen-Prototyp der 1993 bei der Scuderia Ferrari entwickelt und bei Ferrari Engineering, Dallara und Michelotto gefertigt wurde.

## Vorgeschichte
Die Rennaktivitäten von Ferrari waren über vier Jahrzehnte eng mit dem Sportwagensport verbunden. Schon in den 1940er-Jahren feierte die Scuderia neben ersten Erfolgen im Monopostosport Siege bei Sportwagenrennen. 1948 siegte Clemente Biondetti bei der Mille Miglia und 1949 feierten Luigi Chinetti und Patrick Mitchell-Thomson, 2. Baron Selsdon auf einem Ferrari 166MM den ersten von neun Gesamtsiegen beim 24-Stunden-Rennen von Le Mans. Ab den späten 1950er-Jahren bis Mitte der 1960er-Jahre war Ferrari die bestimmende Marke bei internationalen Sportwagenrennen. Erst Ford beendete 1966 mit enormem finanziellen Aufwand die langjährige Hegemonie Ferraris in Le Mans. Den bisher letzten Ferrari-Sieg beim dortigen 24-Stunden-Rennen feierten 1965 Jochen Rindt und Masten Gregory auf einem vom North American Racing Team gemeldeten Ferrari 250LM.
Bis 1973 war die Scuderia bei Sportwagenrennen aktiv und stellte vor Ablauf der Saison eine weitere Teilnahme an der Meisterschaft in Aussicht. Die Werksfahrer Niki Lauda und Clay Regazzoni testeten noch im Winter einen neuen Prototyp, den Ferrari 312PB-74. Obwohl sich die Fahrer durchaus positiv zum neuen Rennfahrzeug äußerten, erschien der Wagen nie auf einer Rennstrecke. In der Formel-1-Saison 1973 verlor Ferrari an Konkurrenzfähigkeit und trat bei einigen Rennen, etwa zum Großen Preis von Deutschland auf dem Nürburgring, gar nicht erst an. Die Entscheidung auf Sportwagenrennen zu verzichten und den neuen Prototyp „einzumotten“, war eine taktische Überlegung mit weitreichenden Folgen. Seit 1953 war die Scuderia nur 1968 nicht in der Sportwagen-Weltmeisterschaft am Start gewesen. Aber das Engagement sowohl in der Formel 1 als auch im Sportwagensport ging inzwischen über die technischen und logistischen Möglichkeiten von Ferrari hinaus. Dazu kam ein enges Budget, das dieses doppelte Agieren so gut wie ausschloss. Seit dem Erfolg von John Surtees 1964 wartete Ferrari auf einen Gesamtsieg in der Formel-1-Weltmeisterschaft. Um dieses Ziel endlich zu erreichen, konzentrierte man sich von nun an voll und ganz auf diese Monoposto-Formel. Im Frühjahr 1974 beschloss die Führung der Rennmannschaft deshalb das Engagement im Sportwagensport einzustellen.

## Entwicklungsgeschichte und Technik

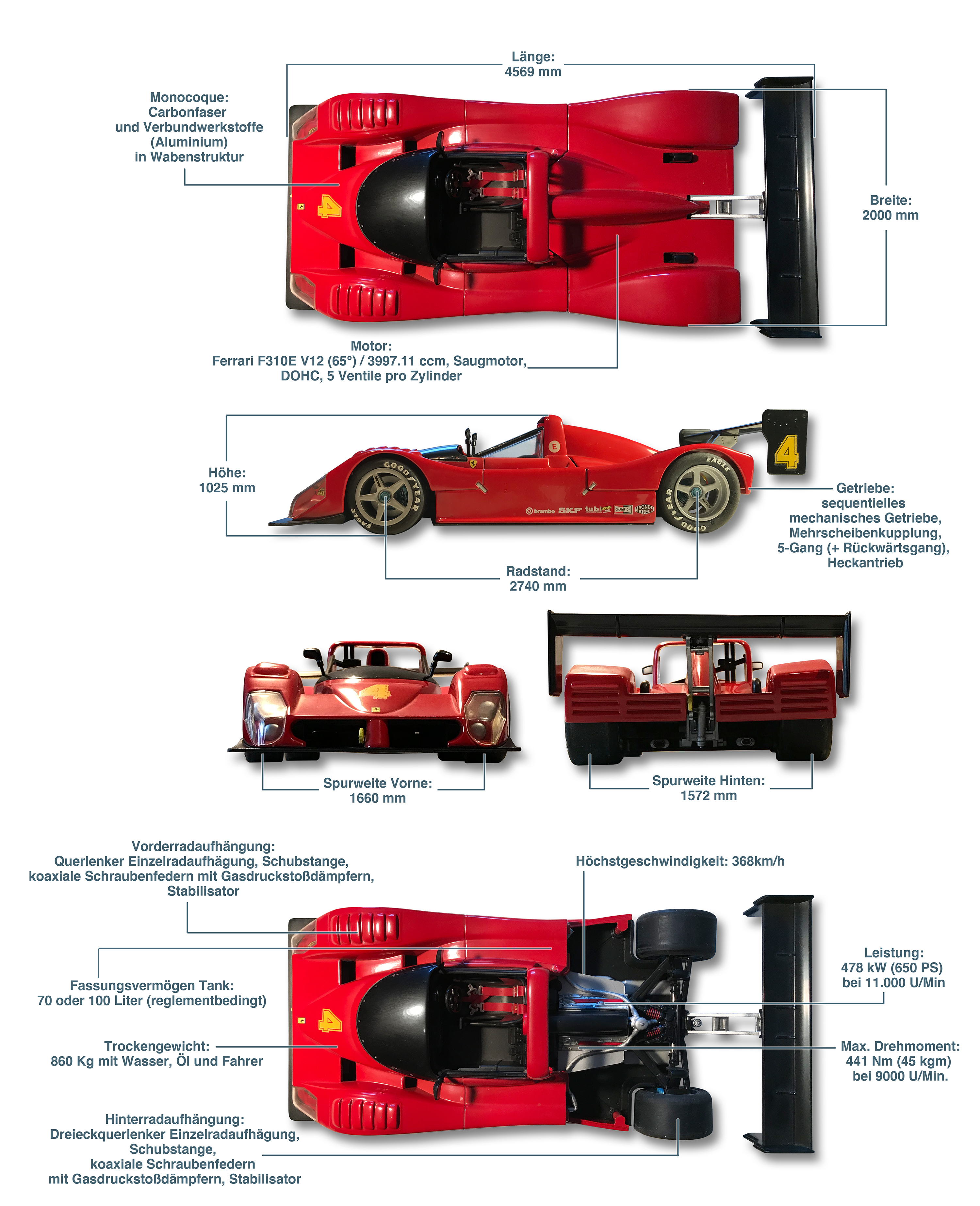
Basisinformationen zum Ferrari 333SP

Die Konstruktion und Fertigung des 333SP ging auf die Initiative des italienischen Unternehmers und Rennfahrers Giampiero Moretti zurück, den Eigentümer von Momo.
Moretti konnte Gian-Luigi Buitoni, den Präsidenten von Ferrari North America, vom Sinn und möglichen Nutzen eines Engagements von Ferrari in der nordamerikanischen IMSA-WSC-Serie überzeugen. Unterstützung fand er bei den Marketing- und Vertriebsverantwortlichen von Ferrari, die in Sportwageneinsätzen ein wichtiges Instrument für den US-Exportmarkt sahen.
Nach dem Ende der Gruppe-C-Weltmeisterschaft und der IMSA-GTP-Serie entstand mit der WSC-Serie eine neue Rennformel mit klarem Regelwerk und überschaubaren Kosten. Konstruiert und gebaut wurde der Prototyp bei Ferrari Engineering – in enger Abstimmung mit der Scuderia. Die eigentliche Konstruktionsarbeit übernahmen Mauro Rioli, Gian Paolo Dallara und Tony Southgate, die langjährige Erfahrung im Rennwagenbau hatten.
Das Chassis bestand aus Karbonfaser und Aluminiumwaben; diese Bauweise verschaffte dem 333SP einen Gewichtsvorteil gegenüber der Konkurrenz. Der Wagen lag fast immer am Gewichtslimit und teilweise sogar darunter, sodass durch zusätzliche Gewichte die Fahrwerksabstimmung an die jeweiligen Rennstrecken angepasst werden konnte. Er hatte einen bis zu 650 PS starken V12-Motor mit 65° Zylinderbankwinkel, der direkt vom Formel-1-Motor F130 abgeleitet war, der noch 1992 im Ferrari F92A zum Einsatz kam. Der Hubraum wurde gegenüber den 3,5 Litern der Formel 1 für den Einsatz im 333SP auf 4 Liter erhöht.
Wie schon einige Mal davor umging Ferrari auch bei diesem Fahrzeug die Homologationsregel. Die Verantwortlichen der International Motor Sports Association nahmen schon Anstoß an der komplizierten Technik des Zwölfzylindermotors mit fünf Ventilen pro Brennraum und bemängelten, dass das Triebwerk nicht, wie vom technischen Reglement vorgesehen, von einem Serienfahrzeug stammte. Erst durch die Präsentation des Ferrari F50 mit dem gleichen Motorblock wie im 333SP verstummte die Kritik.
Der 333SP war einer der ersten Sportwagen-Prototypen mit einem sequenziellen Getriebe. Größte Schwäche des Wagens waren zu Beginn der Testfahrten von Mauro Baldi, Nicola Larini und Dario Benuzzi die Bremsen. Durch Aufhängungsteile aus der Formel 1 begünstigt, berichteten die Fahrer jedoch von einem sehr guten Fahrverhalten.

## Kosten und Stückzahlen
Der 333SP war ausschließlich als Kundenfahrzeug entwickelt worden. Entgegen anders lautenden Medienberichten hatte die Scuderia kein Interesse, den Wagen in Eigenregie an den Start zu bringen. Durch die aufwendige Technik war der Wagen jedoch extrem teuer. Die Basisversion kostete einschließlich Motor 500.000 US-Dollar. Die Rennversion, einschließlich zweier Ersatzmotoren, einer Ersatzkarosserie, Antriebswellen, Kühler, Bremsscheiben und Ersatzaufhängungen verschlang die doppelte Summe.
Bei Ferrari Engineering wurden zunächst vier 333SP gebaut, die weiteren der insgesamt 45 Chassis bei Dallara und Michelotto. Sie wurden von 001 bis 045 nummeriert. Der erste Prototyp, 001, wurde bei einer Testfahrt zerstört und später für einen Sammler neu aufgebaut. Auch sechs weitere Fahrgestelle, 035, 037, 042, 043, 044 und 045, wurden für Sammler aufgebaut.

## Renneinsätze

### 1994

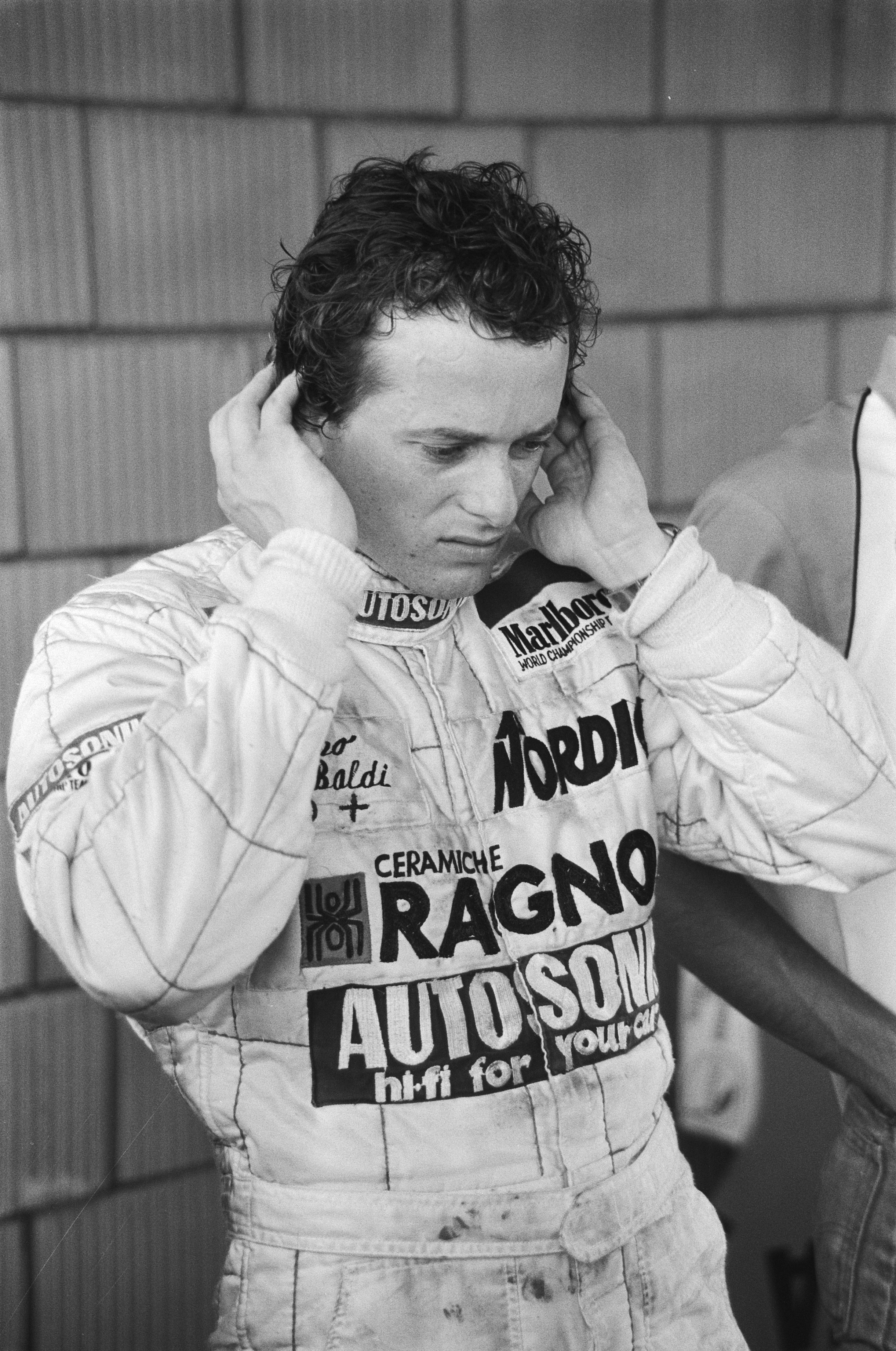
Mauro Baldi erzielte 1994 in Road Atlanta beim ersten Renneinsatz eines 333SP die Pole-Position

Obwohl die ersten Chassis erst im Frühjahr 1994 fertig wurden, wurden sie vertragsgemäß an drei Teams ausgeliefert. Neben Giampiero Moretti erwarben auch Andy Evans (für Scandia Motorsport) und Antonio Ferrari (für Euromotorsport) Fahrgestelle. Sein Renndebüt gab der 333SP beim 2-Stunden-Rennen von Road Atlanta 1994. Nachdem Mauro Baldi im Training die schnellste Rundenzeit im Momo-333SP erzielt hatte, gewann Jay Cochran für Euromotorsport das Rennen vor Baldi, der sich das Cockpit mit dem Chilenen Eliseo Salazar teilte.
Es folgte eine Siegesserie: Das folgende 2-Stunden-Rennen von Lime Rock gewannen Moretti und Salazar, die auch beim Rennen in Watkins Glen siegten. Nachdem Moretti und Salazar in Indianapolis ebenfalls triumphierten, gewannen Andy Evans und Fermín Vélez das 2-Stunden-Rennen von Laguna Seca. Trotz dieser Erfolge konnte durch den späten Eintritt in die Meisterschaft keines der Ferrari-Teams die Team- oder die Fahrermeisterschaft gewinnen. Den Fahrertitel gewann der Südafrikaner Wayne Taylor, die Herstellerwertung Oldsmobile.

### 1995
Nach der Überlegenheit 1994 gingen die Ferrari-Teams als Favoriten in die IMSA-WSC-1995. Das erste Rennen des Jahres war das 24-Stunden-Rennen von Daytona. Nachdem vorher nur 2-Stunden-Rennen gefahren worden waren, schien es vor der Rennveranstaltung fraglich, ob die 333SP ein 24-Stunden-Rennen ohne größere Probleme überstehen könnten. Vier Wagen waren gemeldet. Die Scandia-Prototypen mit den Startnummern 3 und 33 wurden von Fermín Vélez/Andy Evans/Paul Gentilozzi/Eric van de Poele und Mauro Baldi/Michele Alboreto/Stefan Johansson gefahren. Für Momo gingen Giampiero Moretti, Eliseo Salazar, Wayne Taylor und Didier Theys an den Start. Im Euromotorsport-333SP saßen Massimo Sigala, Gianfranco Brancatelli, Elton Julian und Fabrizio Barbazza. Obwohl zur Halbzeit alle vier Wagen klar in Führung lagen, kam nur einer ins Ziel. Drei Wagen fielen wie befürchtet durch technische Defekte aus. Nur Euromotorsport kam auf dem achten Rang ins Ziel und in die Wertung, allerdings mit einem Rückstand von 45 Runden auf das Siegerquartett Giovanni Lavaggi/Marco Werner/Jürgen Lässig/Christophe Bouchut auf einem Kremer K8 Spyder.
Auf das Debakel von Daytona folgte der Erfolg beim 12-Stunden-Rennen von Sebring. Der Sieg von Evans/Velez/van de Poele war der erste von Ferrari seit 23 Jahren beim ältesten Sportwagenrennen der USA. 1972 hatten Mario Andretti und Jacky Ickx auf einem 312PB zum bis dahin letzten Mal für die italienische Marke auf dem Sebring International Raceway gewonnen.
Ab dem dritten Saisonlauf in Road Atlanta kam mit dem Rennstall des Schweizers Fredy Lienhard ein viertes Ferrari-Team dazu. 1995 wurde die Konkurrenz stärker und die Ferrari-Mannschaften mussten sich immer öfter geschlagen geben. Durch beständiges Punktesammeln gewann der Spanier Fermín Vélez die Fahrer- und Ferrari die Herstellerwertung.
1995 kam es zum ersten Einsatz eines 333SP in Europa. Gegen den ausdrücklichen Wunsch der Scuderia meldete die Euromotorsport Racing Inc. ihren 333SP zum 24-Stunden-Rennen dieses Jahres. Zu Massimo Sigala und Jay Cochran kam der ehemalige französische Formel-1-Pilot René Arnoux ins Team. Der Wagen fiel schon nach sieben Runden durch einen Motorschaden aus.

### 1996
Beim ersten Rennen der Saison, dem 24-Stunden-Rennen von Daytona sorgte der neue Momo-Stammfahrer Massimiliano Papis für extra Spektakel. Seit dem Rennen auf dem Daytona International Speedway nennen ihn die US-amerikanischen Rennfans „Mad Max“. Papis fuhr den Ferrari 333SP mit der Startnummer 30. Vor seinem letzten Stint bzw. zu fahrenden Rennabschnitt lag der Wagen zwar an der zweiten Stelle, war aber nach einem Unfall schwer angeschlagen. Die Karosserie wurde mehr oder weniger nur noch durch Klebeband zusammengehalten. Dennoch lieferte Papis eine Vorstellung der Spitzenklasse. Erst rundete er sich zurück (in Führung lag ein Riley & Scott-Oldsmobile, gefahren von Wayne Taylor), dann reduzierte er seinen Rückstand durch eine Reihe von Rekordrunden auf wenige Sekunden. Taylor schleppte seinen Prototyp, der an einem überhitzten Motor litt, nur mehr langsam um den Kurs. Was Taylor, der nun auch am Limit fuhr, schließlich rettete, war der enorme Benzinverbrauch des Ferrari, ausgelöst durch die Rekordrunden von Papis. Als Papis wenige Runden vor Schluss noch einmal zum Tanken kommen musste, erlebte das Rennen eines seiner erstaunlichsten Ereignisse. Papis raste mit vollem Speed – gemessen wurden 320 km/h – durch die Boxengasse (ein Geschwindigkeitslimit wurde erst ein Jahr später eingeführt), um sich Sprit zu holen, und verlor das Rennen mit knapp einer Minute Rückstand auf Taylor.
Seinen ersten Sieg auf einem 333SP holte sich Papis beim 3-Stunden-Rennen von Road Atlanta, das er gemeinsam mit Giampiero Moretti gewann. Trotz Siegen in Lime Rock und Watkins Glen sowie einigen weiteren Podestplatzierungen konnte Papis die Gesamtwertung nicht gewinnen. Diese sicherte sich erneut Wayne Taylor und wie 1994 ging die Herstellerwertung an Oldsmobile.
1996 meldete Andy Evans seinen 333SP in Le Mans. Er bildete ein Team mit Velez und Yvan Muller. Nach 33 Runden blieb der Wagen ohne Benzin im Tank auf der Strecke stehen. Ein zweiter 333SP wurde von Racing for Belgium gemeldet, die den Wagen von Scandia Motorsport einsetzten. Dieser Wagen hatte am Sonntag in der Früh einen Unfall und schied ebenfalls aus.

### 1997
1997 begann sich in Europa mit der FIA-Sportwagen-Meisterschaft eine neue Sportwagenrennserie zu entwickeln, die auf dem technischen und sportlichen WSC-Reglement basierte. Dadurch kamen die 333SP auch in Europa öfter zum Einsatz. Diese Rennen waren von ganz kleinen Startfeldern geprägt, wobei die Konkurrenten durchaus namhaft waren. Joest Racing brachte den TWR-Porsche WSC-95 an den Start und Courage Compétition setzte Courage C36 und C41-Prototypen ein. Fredy Lienhard und Didier Theys gewannen das Rennen in Circuit Zolder. Da in der neuen Serie im Debütjahr nur vier Rennen gefahren wurden, die zudem alle von unterschiedlichen Teilnehmern gewonnen wurden, gab es keine Meisterschaftswertung.
In Le Mans kam erstmals ein 333SP ins Ziel. Für Zuschauer und Medienvertreter war der dritte Einsatz in Le Mans erneut die Attraktion und Moretti, Theys und Papis brachten den Wagen trotz vieler technischer Probleme an der sechsten Stelle der Gesamtwertung ins Ziel. Dies bedeutete den zweiten Platz in der Prototypenkategorie LMP – Platz 1 ging an den Gesamtsieger, den TWR-Porsche von Joest Racing. Der zweite 333SP, der am Rennen teilgenommen hatte, fiel bereits nach 18 Runden aus.
Trotz einiger Erfolge bei einzelnen Rennen blieb ein Gesamtsieg in der IMSA-Serie erneut aus.

### 1998
1998 gab es den lang erhoffen Gesamtsieg beim 24-Stunden-Rennen von Daytona, den Moretti gemeinsam mit Baldi, Theys und Arie Luyendyk einfuhr. Auch das 12-Stunden-Rennen von Sebring konnte erneut gewonnen werden und am Ende des Jahres gewann Ferrari zum zweiten Mal die Herstellerwertung.
Überraschenderweise dominierten die Ferraris die Saison in Europa. Vincenzo Sospiri und Emmanuel Collard, die für das französische JB Giesse Team fuhren, gewannen sechs der acht Saisonrennen und errangen für das Team den Meistertitel. Einen weiteren Sieg erzielten Lienhard und Theys für das in der Abschlusswertung zweitplatzierte Schweizer Team Horag-Lista Racing.
In Le Mans erreichte der 333SP von Taylor, van de Poele und Velez 1998 nur den achten Gesamtrang, konnte mit dieser Platzierung aber den Klassensieg bei den Prototypen (LMP1) erringen. Der Wagen von Moretti, Baldi und Theys kam auf dem 14. Rang ins Ziel, was den dritten Platz in der LMP1-Klasse bedeutete.

### 1999 bis 2003
Mit Ablauf der Saison 1998 wurde die IMSA-GT-Serie eingestellt. Indirekte Nachfolgerin war die American Le Mans Series, in der die 333SP in der Klasse der Le-Mans-Prototypen (LMP) gewertet wurden. Siege konnte dieses Fahrzeug in dieser Saison gegen die neuen Konkurrenten von Panoz und BMW allerdings nicht mehr erzielen. Bestes Ergebnis war ein zweiter Platz beim Rennen in Road Atlanta. In der Saison 2000 setzte sich der Abwärtstrend fort; es gab nun auch keine Podestplatzierung mehr, und nach diesem Jahr zogen sich die Teams, die bislang in dieser Rennserie auf den 333SP gesetzt hatten, gänzlich zurück.
In Le Mans endete die Renngeschichte des 333SP ebenfalls frühzeitig. Bereits 1999 hatte nur ein Fahrzeug dieses Typs am Rennen teilgenommen und war nach nur 71 Runden ausgefallen. Im folgenden Jahr hingegen nahm kein 333SP mehr teil, obgleich sechs Meldungen für dieses Fahrzeug vorgelegen hatten.
Wesentlich besser lief es hingegen in der FIA-Sportwagen-Meisterschaft, wo sich 1999 die Tendenz von 1998 fortsetzte. Das JB Giesse Team konnte dabei mit Vincenzo Sospiri und Emmanuel Collard sowie einem zweiten Fahrzeug, das von Mauro Baldi und Laurent Redon gelenkt wurde, den Titel verteidigen. Diesmal war die Entscheidung allerdings knapper, denn das Team konnte nur die ersten drei Saisonrennen gewinnen. Allerdings trat der französische Konkurrent DAMS, der mit einem Lola B98/10 mit den Fahrern Jean-Marc Gounon, Éric Bernard und Christophe Tinseau insgesamt vier Läufe gewann, nicht bei allen Rennen an, wurde zudem zu Saisonbeginn mehrfach durch Ausfälle zurückgeworfen und erreichte am Ende nur den dritten Rang. Platz 2 der Meisterschaft erreichte mit BMS Scuderia Italia wiederum ein Ferrari-Team, das mit den Fahrern Emanuele Moncini und Christian Pescatori einen weiteren Sieg für den 333SP verbuchen konnte. Ebenfalls einen Rennsieg mit diesem Fahrzeug erzielte der monegassische Rennstall GLV Brums, dessen Fahrer Giovanni Lavaggi und Gastón Mazzacane waren.
Den dritten Titel in Folge gewann das JB Giesse Team im Jahr 2000, diesmal wieder äußerst dominant mit fünf Siegen in zehn Rennen. Fahrer waren Christian Pescatori und David Terrien. Einen weiteren Sieg erzielte die erneut zweitplatzierte BMS Scuderia Italia mit Enzo Calderari, Lilian Bryner und Angelo Zadra. 2001 trat JB Giesse Team nicht mehr an, BMS Scuderia Italia und GLV Brums vertrauten aber weiterhin dem 333SP. BMS Scuderia Italia erreichte mit Pescatori und Zadra, die zwei Rennen gewannen, den Titel, GLV Brums konnte mit Lavaggi und Christian Vann einen weiteren Sieg vorweisen. Allerdings kam dieses Team damit in der Gesamtwertung nicht über den 7. Platz hinaus, zudem war der Ferrari-Motor bereits durch einen Zehnzylinder von Judd ersetzt worden.
Den letzten Renneinsatz eines 333SP gab es im Juni 2003, als Giovanni Lavaggi und Xavier Pompidou mit einem neun Jahre alten Fahrzeug bei einem Sportwagenrennen in Monza mit Motorschaden ausfielen.

## Ferrari 333SP mit Judd-Motor
Nachdem im Jahr 2000 das Reglement geändert worden war und ein Ferrari 333SP von Doran-Lista Racing einen Motorbrand hatte, ließen Kevin Doran und Fredy Lienhard, damals Inhaber des Schweizer Büromöbelherstellers Lista, einen 4-Liter-V10-Motor von Judd einbauen. Bei seinem Debüt in Sebring belegte dieser veränderte Wagen mit der Chassisnummer 025 und der Bezeichnung Doran Spezial Platz fünf. In den noch folgenden zehn Rennen der IMSA-Serie wurde er hauptsächlich von Lienhard und Theys gefahren, siegte dreimal und war drei weitere Mal unter den ersten drei. Am Ende der Saison 2000 kam der Wagen zur Überholung zu Michelotto, wo auch der Ferrari-V12-Motor wieder eingebaut wurde. 2022 bot das Auktionshaus Gooding & Company mit Hauptsitz in Santa Monica, Kalifornien, den Wagen zum Kauf an.

## Technische Daten

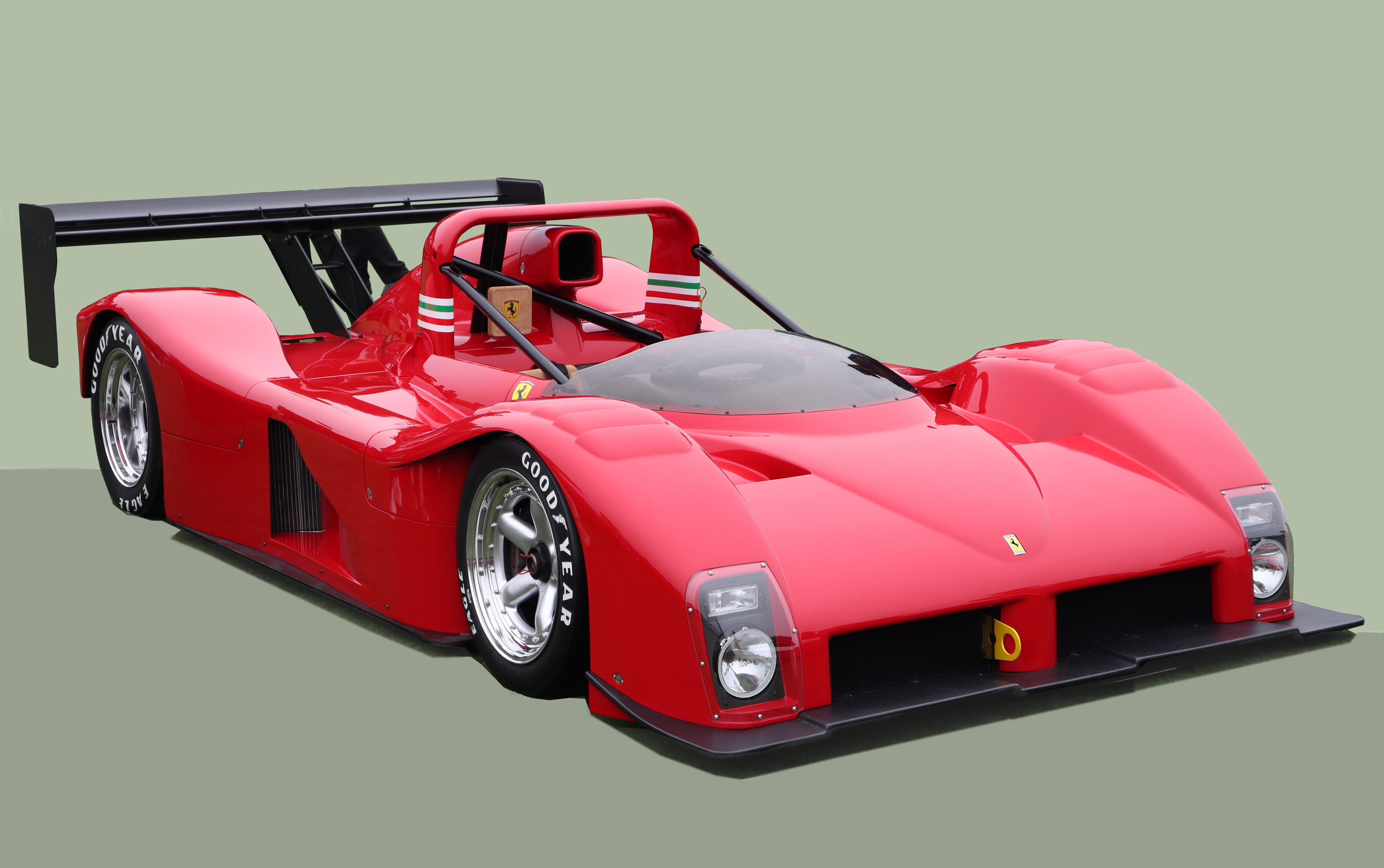
Ferrari 333SP, fotografiert bei einer Veranstaltung zum 75-jährigen Jubiläum von Ferrari im August 2022

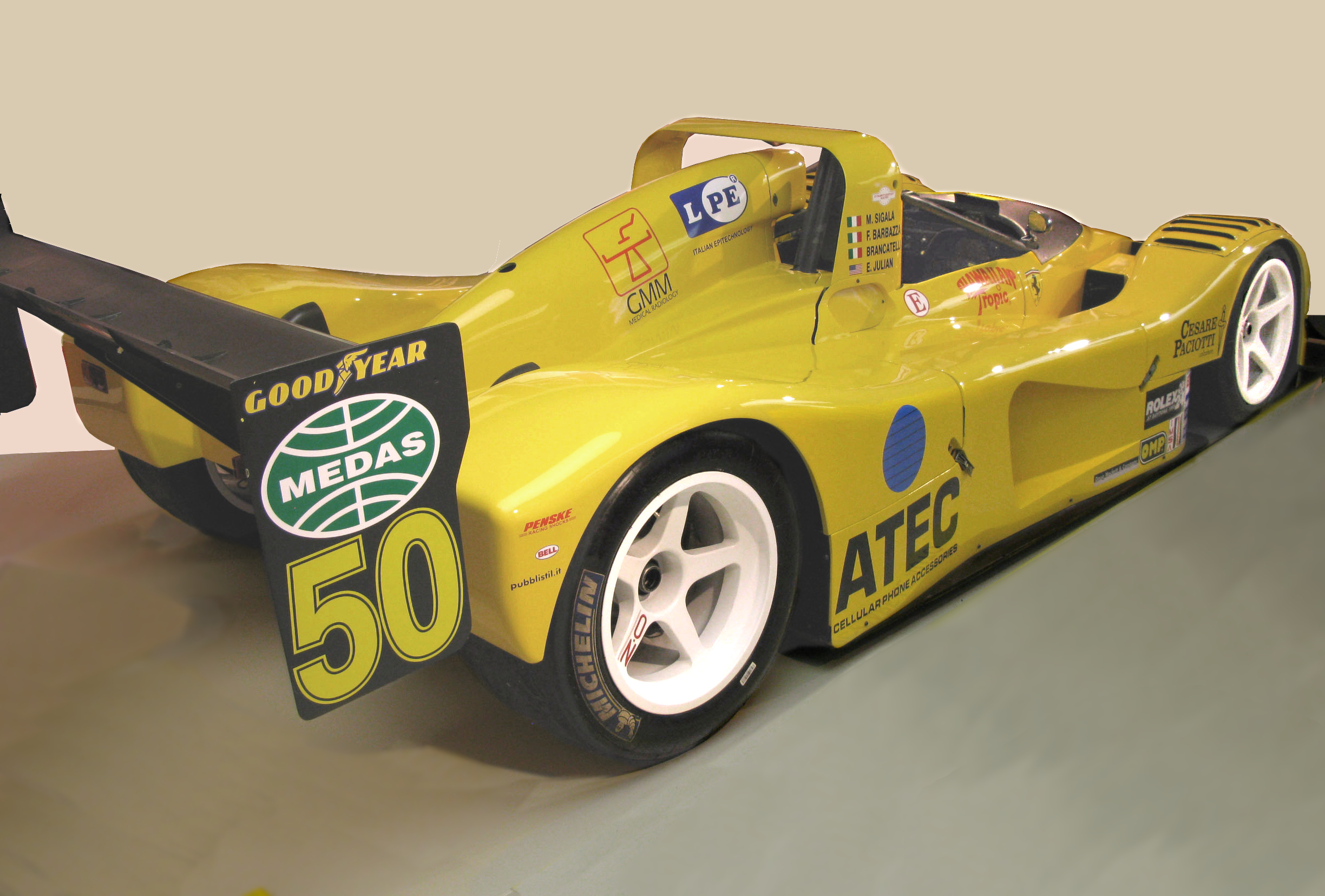
333SP im Museo Ferrari

| Kenngrößen                | Daten |
| ------------------------- | --- |
| Motor                     | V-12-Mittelmotor (Zylinderbankwinkel 65°), längs eingebaut, 5 Ventile pro Zylinder                           |
| Hubraum                   | 3977 cm³ |
| Bohrung × Hub             | 85 mm × 58,7 mm                                                                                              |
| Verdichtung               | 13 : 1 |
| Ventilsteuerung           | 2 Nockenwellen pro Zylinderbank (DOHC)                                                                       |
| Leistung                  | 650 PS (478 kW) bei 11.000/min                                                                               |
| Drehmoment                | 441 Nm bei 9000/min                                                                                          |
| Getriebe                  | Fünfganggetriebe, quer eingebaut, sequentiell zu schalten                                                    |
| Karosserie                | Monocoque aus Carbonfaserverbundwerkstoff, Aluminium in Wabenstruktur                                        |
| Radaufhängung             | vorn und hinten Querlenker, über Schubstangen wirkende Schraubenfedern, Gasdruckstoßdämpfer und Stabilisator |
| Radstand                  | 2740 mm |
| Spurweite vorn/hinten     | 1660 mm/1572 mm                                                                                              |
| Länge × Breite × Höhe     | 4569 × 2000 × 1025 mm                                                                                        |
| Tankinhalt                | je nach Reglement 70 oder 100 Liter                                                                          |
| Gewicht                   | 860 kg (einschl. Wasser, Öl und Fahrer)                                                                      |
| Höchstgeschwindigkeit     | 368 km/h |
| Beschleunigung 0–100 km/h | 3,3 Sekunden                                                                                                 |